# Vùng đô thị Chicago
Vùng đô thị Chicago hay còn được gọi là Chicagoland là một vùng đô thị có liên hệ với thành phố Chicago và các vùng ngoại ô của nó. Khu vực này liên hệ mật thiết với thành phố về văn hóa, kinh tế, xã hội. Có một vài định nghĩa cho vùng này. Hai định nghĩa thông thường nhất là vùng nằm dưới thẩm quyền của Cục Quy hoạch vùng đô thị Chicago (Chicago Metropolitan Agency for Planning), và vùng được định nghĩa bởi Cục Quản lý và Ngân sách liên bang (OMB) là Vùng thống kê đô thị (MSA) Chicago-Naperville-Joliet-Gary, IL-IN-WI.
Vùng đô thị này có thể bao gồm những khu vực bên ngoài vùng thống kê đô thị, một phần của vùng thống kê kết hợp (CSA) lớn hơn. Phần vùng thuộc Indiana được biết như Tây Bắc Indiana, và phần thuộc Wisconsin được biết như Quận Kenosha. Vùng đô thị Chicago đôi khi được xếp chung với Milwaukee và Racine của Wisconsin tạo thành một đại vùng đô thị (megalopolis), từ từ mở rộng về các trung tâm đô thị lân cận như Rockford, South Bend, Benton Harbor, Janesville, và Madison.

## Các định nghĩa

### Cục quy hoạch vùng đô thị Chicago
Cục Quy hoạch Vùng đô thị Chicago (CMAP) có trách nhiệm về cơ cấu giao thông, sử dụng đất, và kế hoạch phát triển kinh tế dài hạn cho vùng nằm dưới thẩm quyền của nó. Vùng này có dân số 8,15 triệu (theo điều tra dân số năm 2000). Nó bao gồm 7 quận trong tiểu bang Illinois:
- Quận Cook
- Quận DuPage
- Quận Kane
- Quận Kendall
- Quận Lake
- Quận McHenry
- Quận Will

### Vùng thống kê đô thị
Vùng thống kê đô thị Chicago (MSA) ban đầu do Cục điều tra dân số Hoa Kỳ đặt ra năm 1950 và gồm có các quận của Illinois: Cook, DuPage, Kane, Lake, và Will cùng với Quận Lake của Indiana. Khi các quận xung quanh có mật độ dân số gia tăng và số cư dân của chúng có việc làm bên trong Quận County, các quận này hội đủ điều kiện của Cục điều tra dân số Hoa Kỳ để được tính vào vùng thống kê đô thị. Vùng thống kê đô thị Chicago là vùng thống kê đô thị lớn thứ ba tại Hoa Kỳ với dân số 9.524.673 (ước tính 2007).

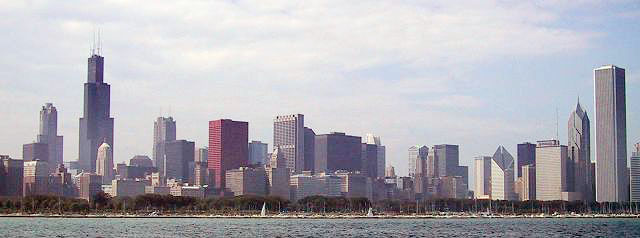
Quang cảnh chính của Chicago

Vùng thống kê đô thị được chia thành những phân khu: Phân vùng đô thị Chicago-Naperville-Joliet, IL, gần như tương ứng với vùng trách nhiệm của Cục quy hoạch vùng đô thị Chicago (CMAP), Phân vùng đô thị Gary, IN bao gồm các quận của Indiana là Lake và Porter cũng như hai quận xung quanh, và Phân vùng đô thị Lake County-Kenosha County, IL-WI. Thành phần của Vùng thống kê đô thị và dân số năm 2007 của chúng are:
- Phân vùng đô thị Chicago-Naperville-Joliet, IL (7.952.540)
  - Quận Cook (5.285.107)
  - Quận DuPage (929.192)
  - Quận Will (673.586)
  - Quận Kane (501.021)
  - Quận McHenry (315.943)
  - Quận DeKalb (103.729)
  - Quận Kendall (96.818)
  - Quận Grundy (47.144)
- Quận Lake-Kenosha, Phân vùng đô thị IL-WI (873.162)
  - Quận Lake, Illinois (710.241)
  - Quận Kenosha, Wisconsin (162.921)
- Phân vùng đô thị Gary, IN (698.971)
  - Quận Lake, Indiana (492.104)
  - Quận Porter (160.578)
  - Quận Jasper (32.275)
  - Quận Newton (14.014)

### Vùng thống kê kết hợp
Cục Quản lý và Ngân sách cũng định nghĩa một vùng khá lớn hơn gọi là Vùng thống kê kết hợp (CSA), kết hợp những vùng đô thị Chicago, Thành phố Michigan (tại Indiana), và Kankakee (tại Illinois). Vùng này đại diện cho sự mở rộng tập trung thị trường lao động cho toàn vùng. Vùng thống kê kết hợp mà Vùng đô thị Chicago là một bộ phận, có dân số 9.745.165 (tính đến năm 2007).

### Chicagoland

Có những quan điểm khác nhau về ranh giới của vùng đô thị Chicago và vùng Chicagoland (Bấm vào hình để xem chi tiết)

"Chicagoland" là tên gọi không chính thức cho vùng đô thị Chicago metropolitan, chính yếu được những người giữ tác quyền, các hãng quảng cáo và thông tín viên giao thông sử dụng. Không có định nghĩa chính xác nào về thuật từ "Chicagoland," mà có thể vùng này lớn hơn vùng thống kê đô thị và bao gồm những phần của vùng thống kê kết hợp (CSA).

## Địa lý Chicago
Thành phố Chicago nằm trong Bình nguyên Chicago, một vùng rộng và bằng phẳng. Một ít ngọn đồi thấp ở đây là đồi cát. Phía bắc Bình nguyên Chicago là những dốc đứng và khe sâu chạy dọc theo Hồ Michigan. Dọc theo bờ phía nam của Binh nguyên Chicago có những đụm cát chạy dọc theo hồ nhưng không có dốc đứng. Những đụm cát cao nhất có thể lên đến gần 200 ft và được tìm thấy tại Bờ hồ Quốc gia Đụn cát Indiana. Vây quanh bình nguyên thấp là những mãng băng tích trong các khu ngoại ô tây và nam. Các khu vực này cao hơn và đồi núi hơn Bình nguyên Chicago. Một phân tuyến lục địa chạy qua vùng Chicago.

## Dân số
| Vùng điều tra dân số                  | 1 tháng 7 năm 2007 | Điều tra dân số 2000 | Điều tra dân số 1990 | Điều tra dân số 1980 | Điều tra dân số 1970 | Điều tra dân số 1960 | Điều tra dân số 1950 |
| ------------------------------------- | ------------------ | -------------------- | -------------------- | -------------------- | -------------------- | -------------------- | -------------------- |
| Chicago- Naperville- Joliet, IL-IN-WI | 9.524.673          | 9.098.316            | 8.065.633            | 7.869.542            | 7.612.314            | 6.794.461            | 5.495.364            |
| Quận Cook, Illinois                   | 5.285.107          | 5.376.741            | 5.105.067            | 5.253.655            | 5.492.369            | 5.129.725            | 4.508.792            |
| Quận DeKalb, Illinois                 | 103.729            | 88.969               | 77.932               | 74.624               | 71.654               | 51.714               | 40.781               |
| Quận DuPage, Illinois                 | 929.192            | 904.161              | 781.666              | 658.835              | 491.882              | 313.459              | 154.599              |
| Quận Grundy, Illinois                 | 47.144             | 37.535               | 32.337               | 30.582               | 26.535               | 22.350               | 19.217               |
| Quận Kane, Illinois                   | 501.021            | 404.119              | 317.471              | 278.405              | 251.005              | 208.246              | 150.388              |
| Quận Kendall, Illinois                | 96.818             | 54.544               | 39.413               | 37.202               | 26.374               | 17.540               | 12.115               |
| Quận Lake, Illinois                   | 710.241            | 644.356              | 516.418              | 440.372              | 382.638              | 293.656              | 179.097              |
| Quận McHenry, Illinois                | 315.943            | 260.077              | 183.241              | 147.897              | 111.555              | 84.210               | 50.656               |
| Quận Will, Illinois                   | 673.586            | 502.266              | 357.313              | 324.460              | 249.498              | 191.617              | 134.336              |
| Quận Jasper, Indiana                  | 32.275             | 30.043               | 24.960               | 26.138               | 20.429               | 18.842               | 17.031               |
| Quận Lake, Indiana                    | 492.104            | 484.564              | 475.594              | 522.965              | 546.253              | 513.269              | 368.152              |
| Quận Newton, Indiana                  | 14.014             | 14.566               | 13.551               | 14.844               | 11.606               | 11.502               | 11.006               |
| Quận Porter, Indiana                  | 160.578            | 146.798              | 128.932              | 119.816              | 87.114               | 60.279               | 40.076               |
| Quận Kenosha, Wisconsin               | 162.921            | 149.577              | 128.181              | 123.137              | 117.917              | 100.615              | 75.238               |

Khi Vùng đô thị Chicago phát triển, thêm nhiều quận được dùng đến từng phần hay toàn phần cho việc thống kê điều tra dân số mỗi 10 năm 1 lần.

### Giá trị nhà ở trung bình
Theo tạp chí Chicago tháng 10 năm 2007, giá nhà trung bình của các thành phố, thị trấn như sau:
| Các khu ngoại ô phía bắc (Cook/Lake): Waukegan $162.000 North Chicago $142.000 Mundelein $322.000 Libertyville $566.000 Morton Grove $422.000 Lake Zurich $ 377.000 Skokie $428.000 Evanston $621.000 Zion $164.000 Các khu ngoại ô tây bắc: Rolling Meadows $327.000 Wheeling $302.000 Antioch $273.000 Carpentersville $217.000 Des Plaines $354.000 Elk Grove Village $346.000 Mount Prospect $389.000 Schaumburg $379.000 Elgin $255.000 | Các khu ngoại ô phía tây (Quận DuPage): Burr Ridge $1.048.405 Clarendon Hills $813.796 Oak Brook $646.915 Hinsdale $575.000 Elmhurst $549.000 Glen Ellyn $514.000 Naperville $511.371 Itasca $475.000 Downers Grove $471.000 Wheaton $441.000 Các khu ngoại ô phía nam: Calumet City $132.000 Evergreen Park $233.000 Hickory Hills $290.000 Chicago Ridge $243.000 Park Forest $125.000 Blue Island $161.000 Alsip $232.000 Lansing $167.000 |

## Các thành phố, thị trấn tự quản

### Trên 1.000.000 người
- Chicago, Illinois (2,873,790 within the city limits)

#### Ngoại ô trên 100.000 người
- Aurora, Illinois
- Elgin, Illinois
- Gary, Indiana
- Joliet, Illinois
- Naperville, Illinois

#### Ngoại ô trên 60.000 người
- Arlington Heights, Illinois
- Bolingbrook, Illinois
- Cicero, Illinois
- Evanston, Illinois
- Hammond, Indiana
- Kenosha, Wisconsin
- Palatine, Illinois
- Schaumburg, Illinois
- Skokie, Illinois
- Waukegan, Illinois

## Các khu đô thị trong vùng thống kê kết hợp Chicago

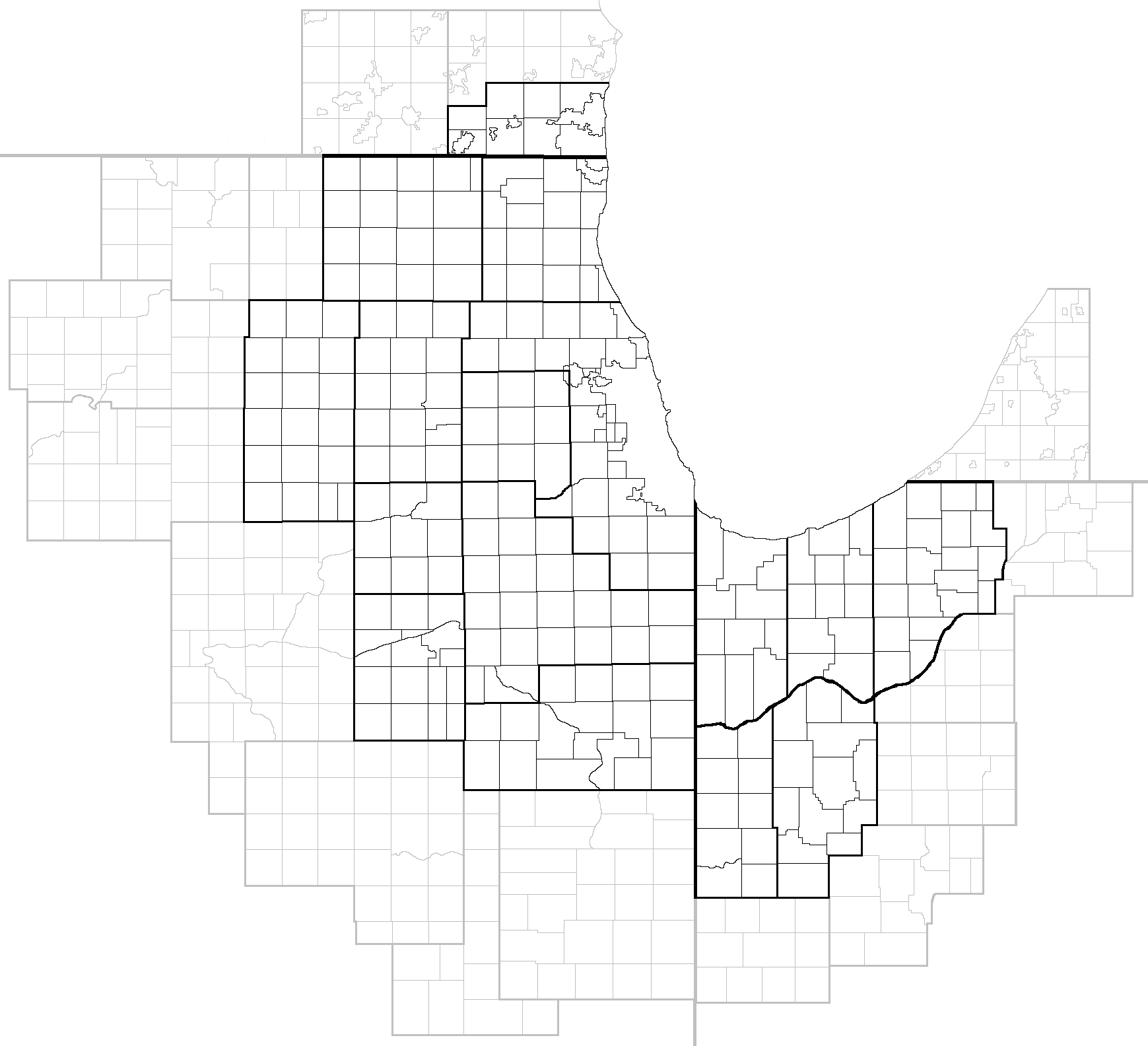
Địa phận mở rộng của Vùng thống kê kết hợp Chicago gồm 16-quận (màu đen) và 16 quận có ranh giới với Vùng thống kê kết hợp Chicago (màu xám), cùng với các quận được phân thành những tiểu phân vùng dân sự (minor civil division). Tại Illinois và Indiana, các xã (Hoa Kỳ) là những đơn vị hành chánh tiếp nối giữa quận và đô thị tự quản.

Trong ranh giới của Vùng thống kê kết hợp Chicago gồm 16 quận có khu đô thị Chicago cũng như 27 khu đô thị và tiểu đô thị nhỏ hơn. Khoảng ngắn nhất là chỉ khoảng cách nhỏ nhất giữa các khu đô thị hay khu tiểu đô thị đã ghi và khu đô thị Chicago.
Ghi chú: UA là khu đô thị và UC là khu tiểu đô thị
| Hạng | Khu đô thị                                   | Loại | Dân số (điều tra dân số 2000) | Diện tích đất (km²) | Khoảng ngắn nhất (km) |
| ---- | -------------------------------------------- | ---- | ----------------------------- | ------------------- | --------------------- |
| 1    | Chicago-Aurora-Elgin-Joliet-Waukegan, IL-IN  | UA   | 8.307.904                     | 5.498,1             | n/a                   |
| 2    | Round Lake Beach-McHenry-Grayslake, IL-WI^ † | UA   | 226.848                       | 344,9               | 2                     |
| 3    | Kenosha, WI †                                | UA   | 110.942                       | 109,2               | 1                     |
| 4    | Michigan City-LaPorte, IN-MI^^ †             | UA   | 66.199                        | 86,1                | 3                     |
| 5    | Kankakee-Bradley-Bourbonnais, IL             | UA   | 65.073                        | 71,5                | >10                   |
| 6    | DeKalb-Sycamore, IL                          | UA   | 55.805                        | 46,3                | >10                   |
| 7    | Woodstock, IL †                              | UC   | 20.219                        | 21,1                | 4                     |
| 8    | Morris, IL                                   | UC   | 13.927                        | 19,3                | >10                   |
| 9    | Sandwich, IL^^^                              | UC   | 12.248                        | 23,9                | >10                   |
| 10   | Braidwood-Coal City, IL                      | UC   | 11.607                        | 19,5                | >10                   |
| 11   | Harvard, IL                                  | UC   | 8.575                         | 13,3                | >10                   |
| 12   | Lakes of the Four Seasons, IN †              | UC   | 8.450                         | 12,5                | 4                     |
| 13   | Lowell, IN                                   | UC   | 7.914                         | 15,8                | >10                   |
| 14   | Wilmington, IL                               | UC   | 7.107                         | 20,8                | >10                   |
| 15   | Manteno, IL                                  | UC   | 7.106                         | 9,4                 | >10                   |
| 16   | Marengo, IL                                  | UC   | 6.854                         | 8,6                 | >10                   |
| 17   | Rensselaer, IN                               | UC   | 6.096                         | 10,9                | >10                   |
| 18   | Plano, IL †                                  | UC   | 5.911                         | 6,5                 | 3                     |
| 19   | Genoa, IL                                    | UC   | 5.137                         | 5,5                 | >10                   |
| 20   | Genoa City, WI-IL^^^^ †                      | UC   | 5.126                         | 12,5                | >10                   |
| 21   | Westville, IN                                | UC   | 5.077                         | 4,4                 | >10                   |
| 22   | Hebron, IN                                   | UC   | 4.150                         | 11,7                | >10                   |
| 23   | Momence, IL                                  | UC   | 3.711                         | 9,7                 | >10                   |
| 24   | Peotone, IL †                                | UC   | 3.358                         | 3,5                 | 9                     |
| 25   | Wonder Lake, IL †                            | UC   | 2.798                         | 2,0                 | 5                     |
| 26   | Monee, IL †                                  | UC   | 2.787                         | 3,7                 | 3                     |
| 27   | Xã Union, IN †                               | UC   | 2.593                         | 4,9                 | 1                     |
| 28   | Hampshire, IL †                              | UC   | 2.591                         | 2,0                 | 6                     |

Các khu trước đây là khu đô thị như Aurora, Elgin, Joliet, và Waukegan đã bị nhập vào Khu đô thị Chicago kể từ lần điều tra dân số năm 2000.
† Các khu đô thị và tiểu đô thị này có lẽ sẽ được nhập vào Khu đô thị Chicago vào năm 2010.
^ Khu đô thị Round Lake Beach-McHenry-Grayslake, IL-WI mở rộng vào quận Walworth, WI mà quận này nằm (hiện nay) bên ngoài Vùng thống kê kết hợp Chicago.
^^ Khu đô thị Thành phố Michigan City-LaPorte, IN-MI kéo dài vào Quận Berrien, MI mà quận này nằm (hiện nay) bên ngoài Vùng thống kê kết hợp Chicago.
^^^ Khu đô thị The Sandwich, IL kéo dài vào Quận LaSalle, IL mà quận này nằm (hiện nay) bên ngoài Vùng thống kê kết hợp Chicago.
^^^^ Khu đô thị Thành phố Genoa, WI-IL kéo dài vào Quận Walworth, WI mà quận này nằm (hiện nay) bên ngoài Vùng thống kê kết hợp Chicago.

## Giao thông

### Các sân bay chính
- Sân bay Quốc tế O'Hare (ORD)
- Sân bay Quốc tế Chicago Midway (MDW)
- Sân bay Quốc tế Gary/Chicago (GYY)

### Đường sắt nội thành
- Các chuyến tàu của Thẩm quyền Trung chuyển Chicago, được dân đia phương gọi là "the L", phục vụ Chicago và các khu ngoại ô lân cận
- Công ty đường sắt nội thành vùng Đông Bắc Illinois hay được biết đến là Metra:
  - 4 tuyến phục vụ miền nam quận Cook và quận Will
  - 3 tuyến phục vụ miền tây quận Cook, quận DuPage, và quận Kane
  - 1 tuyến phục vụ tây bắc quận Cook và quận McHenry
  - 3 tuyến phục vụ miền bắc quận Cook và quận Lake với 1 tuyến nối đến Kenosha, Wisconsin
- Tuyến South Shore chia sẻ các tuyến xe điện của Metra và nối liền Chicago đến Gary, Thành phố Michigan và kết thúc tại South Bend, Indiana.

### Các xa lộ chính
- Xa lộ Liên tiểu bang 90, Xa lộ Liên tiểu bang 290, Xa lộ Liên tiểu bang 94, Xa lộ Liên tiểu bang 294, Xa lộ Liên tiểu bang 88, Xa lộ Liên tiểu bang 65, Xa lộ Liên tiểu bang 55, Xa lộ Liên tiểu bang 355, Xa lộ Liên tiểu bang 57, Xa lộ Liên tiểu bang 80

### Các hành lang giao thông chính
Ngoài Chicago Loop, khu đô thị Chicago là nơi có một số hành lang giao thông tiểu vùng quan trọng cho các hoạt động thương mại trong đó có:
- Hành lang Nghiên cứu và Kỹ thuật Illinois cùng với Xa lộ Liên tiểu bang 88 (tây) (Xa lộ Liên tiểu bang 88)
- Golden Corridor, cùng với Xa lộ thu phí Jane Addams Memorial (Xa lộ Liên tiểu bang 90)